# 刺客竹蟶
刺客竹蟶（学名：Solen sicarius）为竹蟶科竹蟶屬下的一个种。